# Eddeh (Jbeil)
Eddeh è un centro abitato e comune (municipalité) del Libano situato nel distretto di Jbeil, governatorato del Monte Libano.